# جامعة تنزانيا المفتوحة
جامعة تنزانيا المفتوحة هي جامعة عامة تعتنب بالتعليم عن بعد في تنزانيا. تأسست بموجب قانون البرلمان رقم 17 لعام 1992. وهي مؤسسة ذات نمط واحد تقدم دورات الشهادات والدبلومات والدرجات العلمية من خلال التعلم عن بعد. يقع مقرها الرئيسي في دار السلام تنزانيا، وتجري عملياتها من خلال 30 مركزًا إقليميًا، و70 مركزًا دراسيًا. تبلغ الطاقة الاستيعابية للجامعة ما يقرب من 70.000 طالب محلي ودولي.

## أقسام الجامعة
تتكون مرافقها من:
- مديرية الخدمات الإقليمية.
- مديرية البحوث والدراسات العليا.
- كلية الآداب والعلوم الاجتماعية.
- كلية إدارة الأعمال.
- كلية التربية.
- كلية الحقوق.
- كلية العلوم والتكنولوجيا والدراسات البيئية.
- معهد تقنيات التعليم والإدارة.
- معهد التعليم المستمر.

## وصلات خارجية
- الموقع الرسمي